# Isabela City
Isabela City (offiziell: City of Isabela) ist eine Stadt auf der Insel Basilan, die zum Sulu-Archipel im Süden der Philippinen gehört. Sie liegt an der Nordküste der Insel genau gegenüber der Stadt Zamboanga City auf der Insel Mindanao; dazwischen verläuft die Straße von Basilan. Isabela war früher Hauptstadt der Provinz Basilan, ist heutzutage jedoch Teil der Region Zamboanga Peninsula und zählt damit nicht zur Region Bangsamoro wie die Provinz Basilan.
Das Stadtgebiet und die Provinz Basilan waren über Jahre Zeuge heftiger Kämpfe zwischen Regierungstruppen und der islamistischen Terrororganisation Abu Sayyaf.

## Namensherkunft
Ihren Namen bekam sie zu Ehren der spanischen Königin Isabella II.

## Baranggays
Isabela City ist politisch unterteilt in 45 Baranggays.
| - Aguada - Balatanay - Baluno - Begang - Binuangan - Busay - Cabunbata - Calvario - Carbon - Diki - Isabela Eastside (Pob.) - Isabela Proper (Pob.) - Dona Ramona T. Alano - Kapatagan Grande - Kaumpurnah Zone I | - Kaumpurnah Zone II - Kaumpurnah Zone III - Kumalarang - La Piedad (Pob.) - Lampinigan - Lanote - Lukbuton - Lumbang - Makiri - Maligue (Lunot) - Marang-marang - Marketsite (Pob.) - Menzi - Panigayan - Panunsulan | - Port Area (Pob.) - Riverside - San Rafael - Santa Barbara - Santa Cruz (Pob.) - Seaside (Pob.) - Sumagdang - Sunrise Village (Pob.) - Tabiawan - Tabuk (Pob.) - Timpul - Kapayawan - Masula - Small Kapatagan - Tampalan |

## Geschichte
Der ursprüngliche und unter den Einheimischen noch immer geläufige Name des Ortes war Pasagan. Um 1844 wurde das Gebiet von den Spaniern besetzt und die Ortschaft erhielt im Juli 1845, zu Ehren der spanischen Königin Isabella II., ihren heutigen Namen. Während der spanischen und späteren amerikanischen Besetzung war Basilan Teil der damaligen Provinz Zamboanga.
1937 wurde Basilan politisch aus dieser Provinz ausgegliedert. Mit dem „Rep. Act 288“ wurde am 1. Juli 1948 auf der Insel Basilan eine Stadt mit dem Namen "Basilan City" ernannt, die insgesamt 10 Verwaltungsgemeinden beherbergte. Eine davon war die Gemeinde Isabel.
Am 11. Dezember 1975 wurde die Anzahl der Verwaltungsgemeinden auf 7 reduziert, wobei die Gemeinde Isabela sowohl die Stadt Basilan City, als auch die Gemeinde Malamawi vereinnahmte. Im Jahre 2000 wurden erste Anstrengungen unternommen, die Verwaltungsgemeinde in eine Stadt zu wandeln. Seit dem 25. April 2001 ist Isabela City eine offizielle Stadt der Philippinen.
Obwohl die Einwohner von Basilan in Volksentscheiden die Zugehörigkeit zur Autonomous Region in Muslim Mindanao (ARMM) befürworteten, sprachen sich die Bewohner von Isabela City gegen eine solche Anbindung aus. Aus diesem Grund ist die Stadt selbst offiziell Teil des Bezirks Zamboanga Peninsula, festgelegt durch den Executive Order Nr. 36 vom 19. September 2001.

## Sehenswürdigkeiten
- Die Busay Fälle
- Der Calvario Peak
- Der Strände von Malamawi White Beach und Sumagdang Beach
- das Basilan Natural Biotic Area